# Achita (cràter)
Achita és un cràter sobre la superfície del planeta nan Ceres, situat amb el sistema de coordenades planetocèntriques a 28.08 ° de latitud nord i 68.69 ° de longitud est. Fa un diàmetre de 40 km. El nom va ser fet oficial per la UAI el 21 de setembre de 2015 i fa referència a Achita Déu nigerià de l'agricultura.